# La ciudad de dos hombres
La ciudad de dos hombres era una telenovela argentina dirigida por Jorge García y producida por Susana Costa para LS 84 TV Canal Once (hoy Telefe) en 1981. Fue protagonizada por Eduardo Rudy, Juan José Camero y Graciela Alfano. Además contó con las participaciones de los actores Marcela López Rey, Angélica López Gamio, Juan Carlos Thorry, Jorge Larrea y la primera actriz Amelia Bence.

## Argumento
La telenovela trataba sobre una conmovedora historia de dos generaciones diferentes viviendo las alternativas más crudas, tiernas y audaces en la ciudad de Buenos Aires.

## Elenco
- Graciela Alfano - María Luz
- Juan José Camero - Juan
- Eduardo Rudy - Federico
- Marcela López Rey - Betina Palmieri
- Amelia Bence - Florencia Ducase de Elazábal Floy
- Angélica López Gamio - Zelmira Elazábal Rynall
- Juan Carlos Thorry - Luis Pablo Alvarado
- Jorge Larrea - Julios Ares Dulac
- Enrique Kossi - Santiago Elazábal Rynall
- Martha Merlo - Celina Balce
- Alina Paz - Leny Cárdenas
- Nélida Lobato - Pamela Larrosa
- Ana Duna - Inés Lagarde

## Equipo de producción
- Historia: Nené Cascallar
- Dirección: Jorge García
- Producción: Susana Costa